# マルクス・センプロニウス・トゥディタヌス (紀元前240年の執政官)
マルクス・センプロニウス・トゥディタヌス（ラテン語: Marcus Sempronius Tuditanus、生没年不詳）は紀元前3世紀中期の共和政ローマの政務官。紀元前240年に執政官（コンスル）、紀元前230年には監察官（ケンソル）を務めた。

## 出自
パトリキ（貴族）系センプロニウス氏族は、共和政初期に執政官を出しているが、紀元前4世紀末からはプレプス（平民）系が栄えた。トゥディタヌス家もプレプスであり、マルクスはトゥディタヌス家では最初の執政官である。父のプラエノーメン（第一名、個人名）はガイウス、祖父はマルクスである。

## 経歴
紀元前240年に執政官に就任。同僚執政官はガイウス・クラウディウス・ケントであった。この年は、第一次ポエニ戦争が終結した翌年であり、重要なできごとは記録されていない。
紀元前230年には監察官に就任。同僚はクィントゥス・ファビウス・マクシムス・ウェッルコスス・クンクタートルであった。

## 参考資料

### 古代の資料
- マルクス・トゥッリウス・キケロ『ブルトゥス』
- カピトリヌスのファスティ

### 研究書
- Friedrich Münzer: Sempronius 93). In: Paulys Realencyclopädie der classischen Altertumswissenschaft (RE). Band II A,2, Stuttgart 1923
- T. R. S. Broughton (1951). The Magistrates of the Roman Republic Vol.1. American Philological Association
- この記事には現在パブリックドメインである次の出版物からのテキストが含まれている: Smith, William, ed. (1870). "Marcus Sempronius Tuditanus". Dictionary of Greek and Roman Biography and Mythology (英語).